# Magda Maros
Magda Maros, född den 4 oktober 1951 i Budapest, Ungern, är en ungersk fäktare som tog OS-brons i damernas lagtävling i florett i samband med de olympiska fäktningstävlingarna 1980 i Moskva.